# Nová Ves (Liberec)

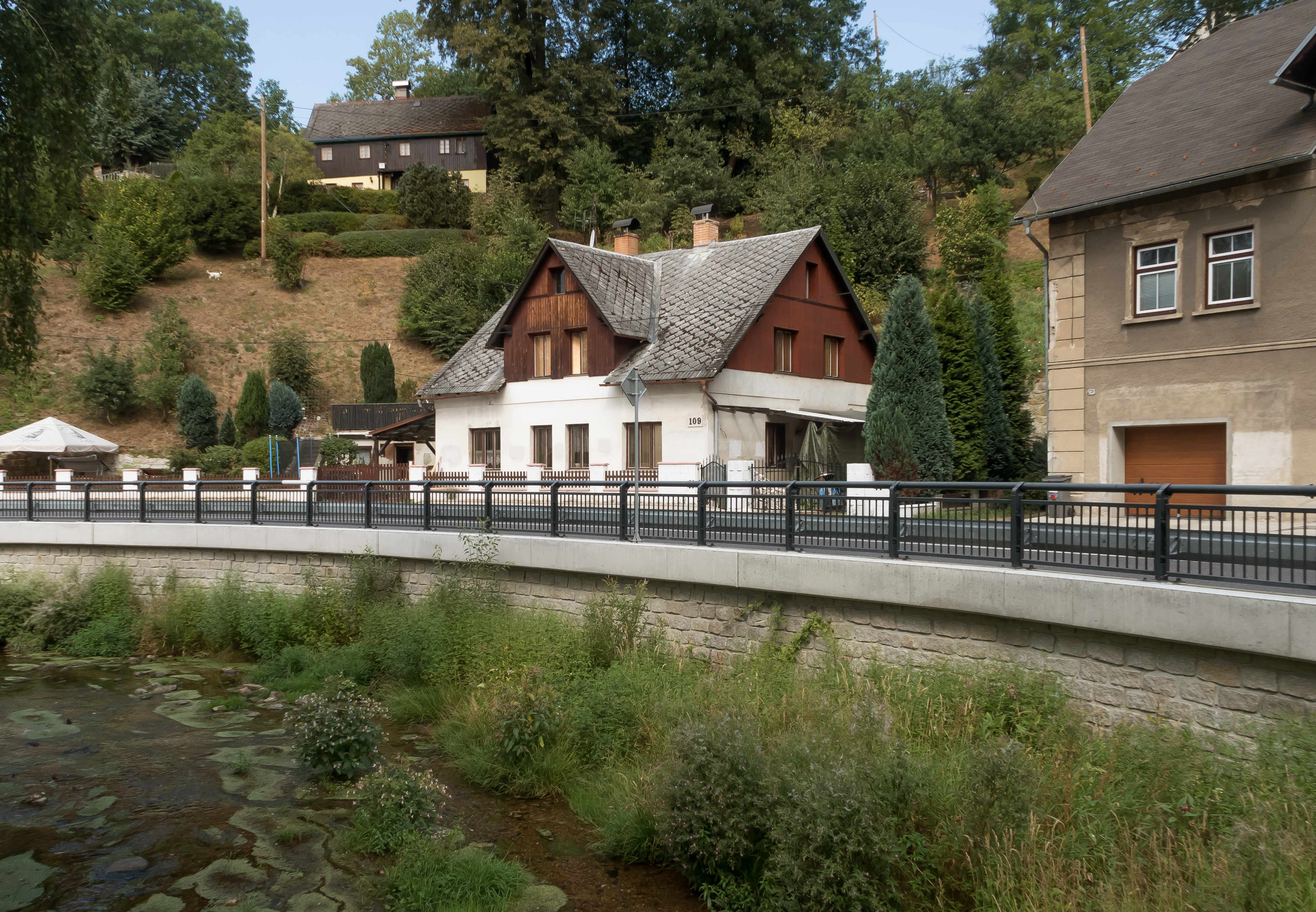
Nová Ves, la vista de la calle junto al río: la Jeřice

Nová Ves es una localidad del distrito de Liberec en la región de Liberec, República Checa. Tiene una población estimada, a principios del año 2021, de 881 habitantes. 
Se encuentra ubicada al norte de la región, en la zona de los montes Jizera (Sudetes occidentales) y el río Jizera —un afluente derecho del río Elba—, y cerca de la frontera con Polonia y Alemania.